# آن هاثاواي (زوجة شكسبير)
آن هاثاواي عاشت بين (1556/55م- 6 أغسطس 1623م) كانت زوجة ويليام شكسبير، تزوجا عام 1582م، ولا يعرف الناس عنها الكثير حيث لم يُعثر على شيء عنها غير ذكرها في بعض المستندات القانونية. ولكن حياتها وعلاقتها بوليام شكسبير كانت موضوع كتابة العديد من المؤرخين والأدباء.

## حياتها

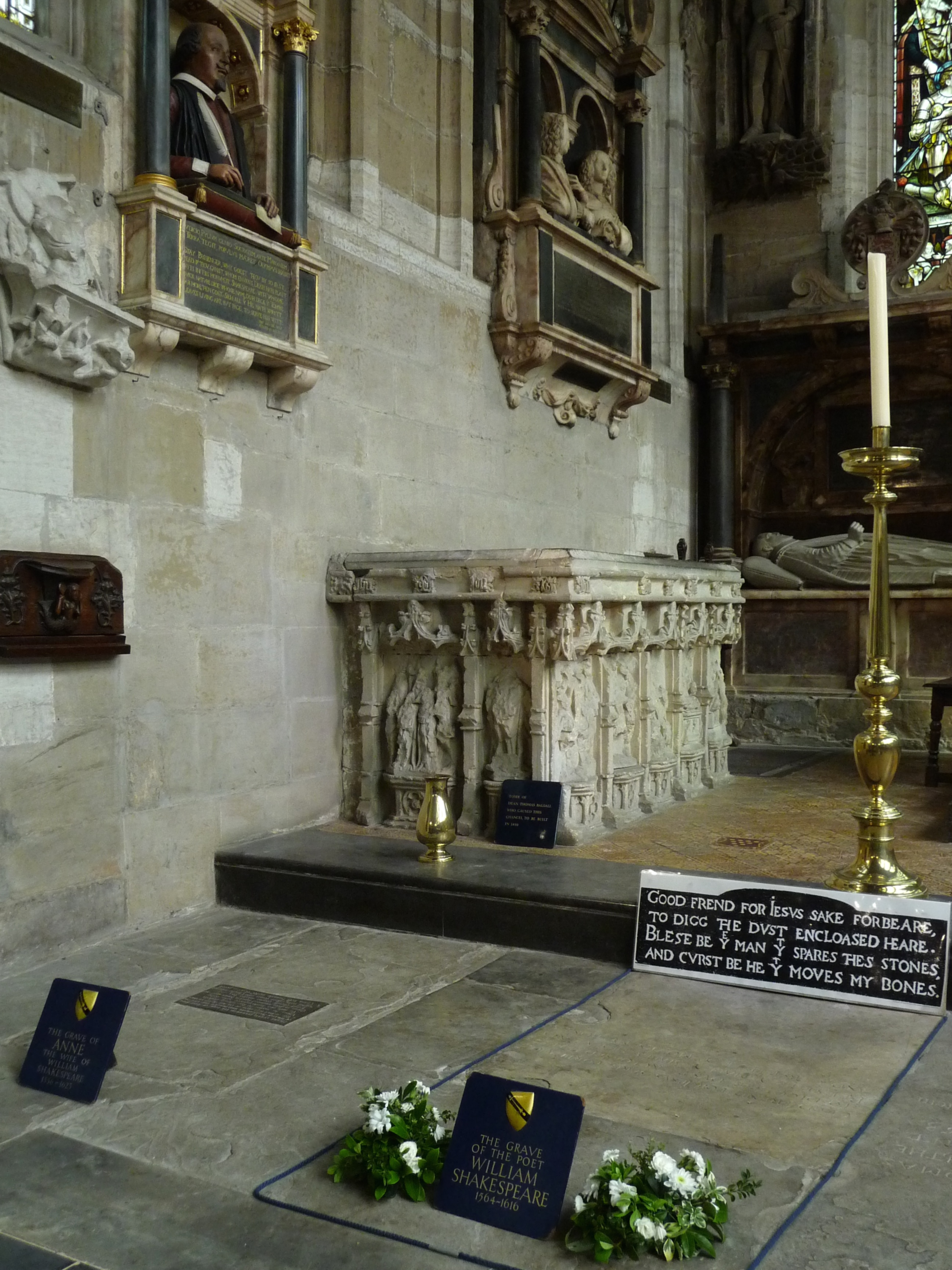
قبرا آن ووليام تحت النصب الجنائزي لشكسبير.

يسود الاعتقاد بأن آن قد نشأت في شوتري، وهي قرية تقع إلى الغرب من ستراتفورد أبون أفون، وركشير في إنجلترا. يُعتقد أيضًا أنها نشأت في المزرعة التي كانت منزل عائلة هاثاواي، التي تقع في شوتري وتعتبر اليوم عامل جذب سياحي رئيسي في القرية. كان والدها، ريتشارد هاثاواي، مزارعًا يومن. توفي في سبتمبر من عام 1581، وترك لابنته مبلغ 10 مارك أو ما يعادل 6 جنيهات إسترلينية و13 شلن و4 بنسات لتكون المبلغ الذي يُدفع «يوم زفافها». ذكر اسمها في وصية والدها على أنه «أغنيس»، مما جعل بعض الباحثين يعتقدون أنها يجب أن تدعى «أغنيس هاثاواي».

### زواجها
تزوجت هاثاواي من شكسبير في نوفمبر من عام 1582، أثناء حملها بطفلهما الأول لتنجبه بعد 6 أشهر. استخدم بعض المؤرخين فرق العمر بين الزوجين وحمل هاثاواي قبل الزواج، كدليل على أن هذا الزواج كان «زواجًا قسريًا»، أجبر به شكسبير المتردد من قبل عائلة هاثاواي. في جميع الأحوال، لا يوجد أي دليل آخر على هذا الاستنتاج.
ساد الاعتقاد لفترة من الزمن بأن وجهة النظر هذه دعمت بوثائق تعود للسجل الأسقفي في ورسستر، الذي يسجل باللغة اللاتينية إصدار رخصة زفاف «ويليام شكسبير» وفتاة تدعى «آن واتلي» من معبد غرافتون. في اليوم التالي، وقع فولك ساندلز وجون ريتشاردسون، أصدقاء عائلة هاثاواي من ستراتفورد، على كفالة بميلغ 40 جنيه إسترليني «كضمانة مالية» لزفاف «ويليام شكسبير وآن هاثاواي». قال فرانك هاريس في كتابه الرجل شكسبير (1909)، أن هذه الوثائق هي دليل على أن شكسبير كان متورطًا مع امرأتين، وكان قد اختار الزواج من واحدة، أن واتلي، ولكن عند انتشار خبر هذا الزواج، أجبر على الفور من قبل عائلة هاثاواي على الزواج من قريبتهم الحامل. اعتقد هاريس أن «كراهية شكسبير لزوجته لا حد لها» بسبب محاصرتها له وهذا ما كان الدافع وراء قراره مغادرة ستراتفورد لمتابعة مهنة المسرح.
بحسب ما جاء به ستانلي ويلز، الذي كتب في أكسفورد شكسبير، فإن معظم الباحثين المعاصرين يرون أن اسم واتلي كان «بشكل شبه مؤكد نتيجة لخطأ كتابي». 
يجادل جيرماين غرير، في زوجة شكسبير، بأن الفارق العمري بين شكسبير وهاثاواي لا يدل على أنه أجبر على الزواج منها، بل أنه هو من كان راغبا بها. غالبًا ما لزمت النساء اليتيمات مثل هاثاواي المنزل لرعاية أشقائهن وشقيقاتهن الأصغر سنًا وبالتالي كن يتزوجن في أواخر العشرينات من عمرهن. باعتباره زوجًا لآن، امتلك شكسبير فرصًا وآفاقًا عدة، فقد عانت عائلته من أزمات مالية، في حين كانت آن من عائلة ذات وضع جيد على الصعيدين المالي والاجتماعي، وبالتالي فقد كانت صيدًا جيدًا. علاوة على ذلك، كان العقد غير الرسمي والحمل من الأسباب المتكررة التي أدت إلى الزواج القانوني في ذلك الوقت. بفحص سجلات ستراتفورد أيون أفون والقرى المجاورة التي صمدت من ثمانينيات القرن السادس عشر، يقول غرير إن هناك حقيقتين بارزتين: أولًا، كان هناك عدد كبير من الفتيات الحبالى اللاتي ذهبن إلى المذبح بقصد الزواج ثانيًا، كان الوقت الأكثر شيوعًا للزواج هو الخريف وليس الربيع. كان شكسبير مرتبطًا بعقد زواج من هاثاواي، التي حملت منه، وليس هنالك سبب لافتراض أن هذا الزواج لم يكن أمرًا في نيته. يكاد يكون من المؤكد أن عائلتي العروس والعريس قد عرفتا بعضهما البعض.